# Anthanassa ptolyca
Anthanassa ptolyca är en fjärilsart som beskrevs av Bates 1864. Anthanassa ptolyca ingår i släktet Anthanassa och familjen praktfjärilar. Inga underarter finns listade i Catalogue of Life.